# Missy Higgins
Melissa Morrison Higgins (Melbourne, Victoria, 19 de agosto de 1983) es una cantante y compositora australiana, que debutó en 2004 con su álbum The Sound of the White y con singles como Scar o Ten Days. En 2010 participó en la película Bran Nue Dae como actriz y en la banda sonora.

## Carrera musical
Missy Higgins, quien nació y se crio en Melbourne, Australia, comenzó su carrera musical a mediados de 2001, cuando aún estaba en la escuela (en Geelong Grammar School). Cuando volvía a casa para visitar a su familia, a veces cantaba con la banda de su hermano.
Después de atraer la atención de su mánager John Watson, editó su primer EP en noviembre de 2003. Su segundo EP Scar fue sacado en agosto de 2004, debutando en el número 1 de las listas australianas. Su primer álbum, “The Sound of the White” salió en septiembre de ese mismo año. La mayoría de las canciones se basan en el sonido del piano y la armónica.
The Sound of the White fue producido en EE. UU. por John Porter con Jay Newland, que destaca por su trabajo con la cantante de jazz, Norah Jones.
Durante 2004, Missy hizo una gira como telonera de Pete Murray y The John Butler Trio, aunque en el Horden Pavilion, The Clarendon y el teatro Enmore actuó en solitario. Con la salida de su álbum The Sound of the White Missy hizo ya una gira en solitario por primera vez.
En 2004, Missy fue nominada en 4 categorías (“Mejor Artista Femenina” y “Single del Año” entre otras) a los premios ARIA, finalmente se llevó el premio al mejor lanzamiento de pop.
En enero de 2005 Missy apareció en el concierto organizado por la fundación Wave Aid, para sacar fondos en ayudas de la víctimas del tsunami del 26 de diciembre del año anterior.
En 2005 Missy fue nominada en diversas categorías a los premios ARIA, ganando como “Álbum del Año” (para The Sound of the White), “Mejor Artista Femenina”, “Mejor Álbum de Pop”, y “Álbum más Vendido”.
Su sencillo “Ten Days”, coescrito con Jay Clifford de Jump, Little Children, llegó al número 12 en la lista ARIA.
Sacó su tercer sencillo, "The Special Two", por aclamación crítica y comercial. Se convirtió rápidamente en un gran éxito en las radios australianas y en las listas llegando a ser n.º 2 en las listas de ARIA.
El EP de "The Special Two" incluyó una versión de Missy de la canción "You Just Like Me Cos I'm Good In Bed" de los Skyhooks y se grabó por el 30 aniversario de for Triple J.
Continuó su gira a mediados del 2005, cuando sacó su cuarto sencillo "The Sound of White" en agosto de ese año.
A finales ya de 2005 se unió a Ben Lee para hacer una gira nacional.
En 2006, Missy se embarcó en una gira que recorrería los Estados Unidos, el Reino Unido y Sudáfrica. Poco después se fue a Los Ángeles para grabar su segundo álbum con el veterano productor Mitchell Froom. Este segundo trabajo, On a Clear Night, salió a la venta el 28 de abril de 2007. “Steer”, el primer sencillo salió el 4 de abril del mismo año.
El 7 de julio de 2007 Missy participó en el Live Earth, además tocó, junto con Paul Kelly, Kev Carmody y John Butler la canción "From Little Things Big Things Grow”.
A lo largo de 2008 Missy se dedicó a promocionar su álbum en Estados Unidos y coincidiendo con la salida del álbum allí hizo varias giras.
Su sencillo "Where I Stood" ha sido utilizado en varias series como Anatomía de Grey, Entre Fantasmas, One Tree Hill, Smallville y Mujeres de Manhattan.
En 2009 empezó a trabajar en su tercer álbum, que se titularía The Ol' Razzle Dazzle. Tras siete años de tours y grabaciones, se tomó un descanso de la industria musical para enfocarse en otros intereses. En 2010, se inscribió en un curso de estudios indígenas en la Universidad de Melbourne. Su debut como actriz fue en el papel de "Annie" en la película de 2010 Bran Nue Dae, dirigida por Rachel Perkins. Esta película es una adaptación de un musical de 1990.
Su tercer álbum se lanzó el 1 de junio de 2012. Su primer sencillo se titularía "Unashamed Desire".

## Discografía

### Álbumes de estudio
|                       | Información del álbum                                                                       | Singles                                            |
| The Sound of White    | Fecha: 6 de septiembre 2004Debut Álbum de estudioARIA Charts: #1 (7 Semanas)9x Platinum     | "Scar"Ten Days"The Special Two"The Sound of White" |
| On a Clear Night      | Fecha: 28 de abril 2007Segundo disco Álbum de estudioARIA Charts: #1 (1 Semanas)3x Platinum | "Steer"Where I Stood"Peachy"                       |
| The Ol' Razzle Dazzle | Fecha: 1 de junio 2012Tercer disco Álbum de estudio                                         | "Unashamed Desire"Everyone's Waiting               |

### Singles
| Año  | Título               | Posiciones en lista | Posiciones en lista | Posiciones en lista | Álbum              |
| Año  | Título               | AUS                 | NZ                  | UK                  | Álbum              |
| ---- | -------------------- | ------------------- | ------------------- | ------------------- | ------------------ |
| 2004 | "Scar"               | 1                   | 20                  | 246                 | The Sound Of White |
| 2004 | "Ten Days"           | 12                  | 39                  | 133                 | The Sound Of White |
| 2005 | "The Special Two"    | 2                   | -                   | -                   | The Sound Of White |
| 2005 | "The Sound of White" | 22                  | -                   | -                   | The Sound Of White |
| 2007 | "Steer"              | 1                   | -                   | -                   | On A Clear Night   |
| 2007 | "Where I Stood"      | 10                  | -                   | -                   | On A Clear Night   |
| 2007 | "Peachy"             | -                   | -                   | -                   | On A Clear Night   |

### Álbumes recopilatorios
- The Special Ones. Best Of - (2018)

### EP
- The Missy Higgins EP - (2003) AUS #49
- All for Believing EP (USA) - (24/01/2005) US #141
- The Special Two EP - 2005
- Live From San Francisco - (2005) (Exclusiva de iTunes) AUS iTunes #26
- Steer EP - 2007 AUS #1
- Where I Stood EP - 2007 AUS #10
- Peachy - 2007

### Colaboraciones
- "Moses" - con Triple J's Like a Version: Volume One (2005)
- "Stuff And Nonsense" - Del álbum tributo de Tim and Neil Finn, She Will Have Her Way (2005)
- "The River" - de Timor Leste: Freedom Rising (2005)
- "Droving Woman" (con Augie March y Paul Kelly) - del álbum tributo de Kev Carmody, Cannot Buy My Soul (2007)

### DVD
- If You Tell Me Yours, I'll Tell You Mine - (2005) AUS #1 (1 semana)
- On A Clear Night Limited CD & DVD Tour Edition - (2007)

## Activismo político
Es vegetariana y en el año 2005 apareció en una campaña a favor de PETA organización de defensa y fomento de la sensibilización de los derechos de los animales.

## Vida personal
Durante años, la orientación sexual de Higgins ha sido objeto de especulación en medios, partiendo de interpretaciones de sus propias letras y entrevistas. Ya en 2007 declaró: "No soy heterosexual".
En una entrevista publicada en octubre de 2007 en la revista australiana para lesbianas Cherrie, se le preguntó si había conseguido el apodo de "niña no tan buena". Ella respondió: "Sí, definitivamente... Creo que la sexualidad es algo fluido y se está convirtiendo en algo cada vez más aceptable admitir que eres así".
En noviembre, desde su página de MySpace informó: "He tenido relaciones con hombres y mujeres, así que supongo que es más fácil que me asignen la categoría de bisexual".
Ella continuó diciendo que quería futuras entrevistas para centrarse en su música en vez de su sexualidad. En una entrevista de marzo de 2008 en la web AfterEllen.com, Higgins dijo que escribió su canción "Secret" sobre una exnovia que no estaba cómoda con hacer pública su relación. "Yo estaba tan locamente enamorada de ella que quería gritarlo al mundo, así que es sólo una canción sobre mantener algo bajo las sábanas... manteniéndolo lejos encerrado en una pequeña habitación".